# Bābājī

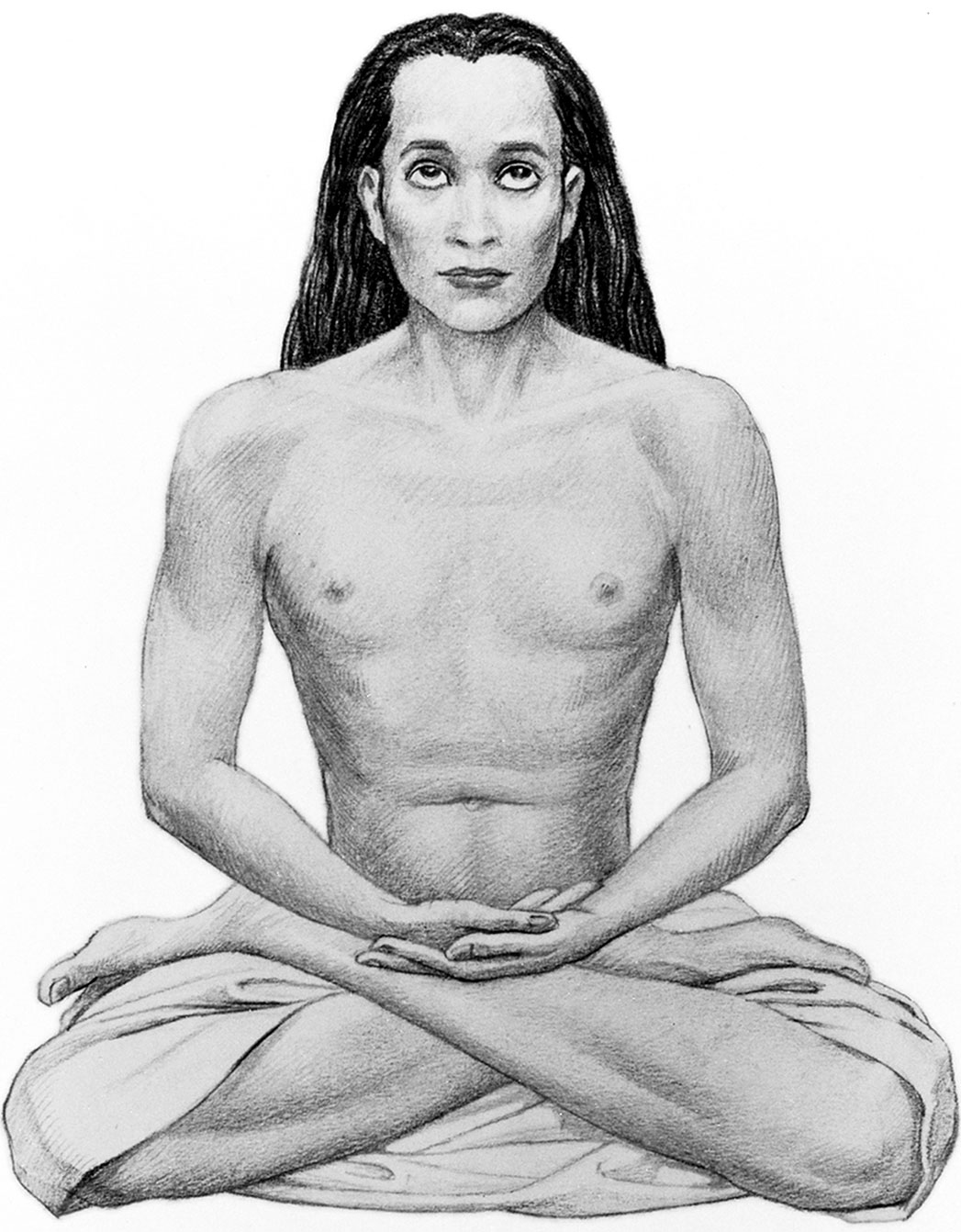
Babaji, rappresentato nel libro Autobiografia di uno Yogi di Paramahansa Yogananda, che ne fece dipingere così un suo ritratto.

Bābājī, chiamato anche Mahāvatāra Bābājī (in sanscrito महावतार बाबाजी, lett. "grande avatara Padre"), secondo Paramahansa Yogananda è uno yogi immortale che vive sull'Himalaya. Secondo la tradizione, Babaji è il maestro illuminato che nel 1861 iniziò Lahiri Mahasaya al Kriyā Yoga, ovvero l'antica scienza perduta che Krishna aveva dato ad Arjuna millenni fa, dandogli la missione di diffonderlo nuovamente nel mondo.
In Autobiografia di uno Yogi scritto da Yogananda, il suo maestro Sri Yukteswar, discepolo a sua volta di Mahasaya, lo assimila ad un Avatar: «Lo stato spirituale di Babaji è al di là della capacità di comprensione umana. La visione ristretta degli esseri umani non riesce a cogliere la sua stella trascendente. È vano persino il tentativo d'immaginare il grado di realizzazione di un avatar. Esso è inconcepibile».

## Aspetto e significato del nome
La sua esistenza è stata resa nota al mondo da Paramahansa Yogananda nel suo libro Autobiografia di uno yogi. Al capitolo 33, Yogananda scrive: 
(Autobiografia di uno yogi)
E poco dopo è riportata la solenne promessa di Babaji: «Non abbandonerò mai il mio corpo fisico, che rimarrà sempre visibile almeno a un piccolo gruppo di persone su questa terra».
Descritto con l'aspetto di un giovane sui sedici anni, si ritiene che egli abbia la facoltà di assumere la fisionomia che desidera, apparendo ai seguaci sotto altre forme, ad esempio quelle di un giovane monaco ascetico, di un discepolo, ecc. Alcuni pensano che si incarni di tanto in tanto, mentre Yogananda afferma che sia stabilmente incarnato, e ringiovanisca costantemente il suo corpo.
Gli viene attribuita anche la conoscenza di una pratica ayurvedica di ringiovanimento conosciuta come Kaya Kalpa.
Maestro assoluto del Kriya Yoga, il Mahavatar Babaji è stato il guru immortale di Lahiri Mahasaya che da lui fu iniziato in quest'arte, e ne descrisse così la potenza del nome: 
(Lahiri Mahasaya )

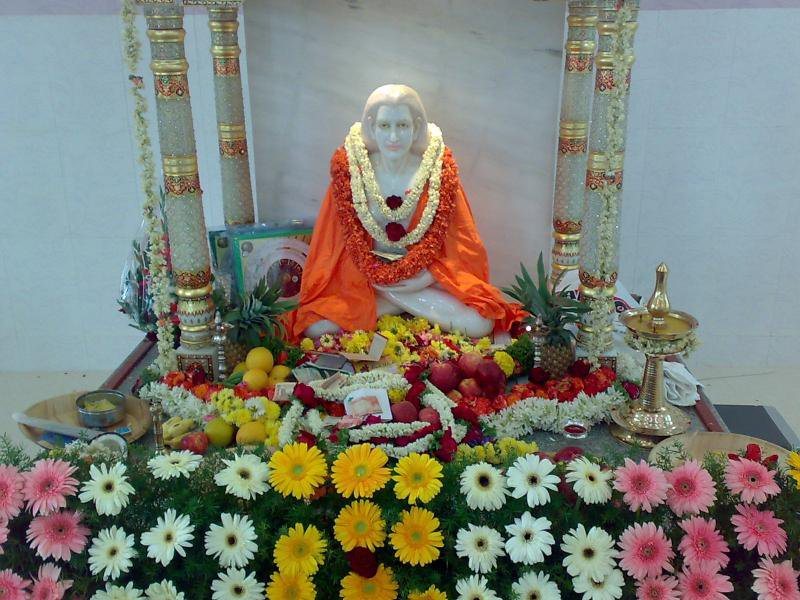
Una statua del Mahavatar Babaji a Babajisannidhan, nel Bangalore (India)

Mahavatar significa «grande avatar» oppure «grande incarnazione divina».
Baba significa semplicemente «Padre». Il suffisso ji si utilizza per indicare rispetto.
Il coinvolgimento dei devoti occidentali ha contribuito molto alla diffusione di numerosi ashram in suo onore.
Ha una sorella di nome Mataji (letteralmente «Madre onorata») la quale vive in eterna estasi spirituale in completa solitudine. Diverse fonti riportano a una sua probabile locazione in una segreta grotta sotterranea presso il ghat di Dasaswamedh.

## Apparizioni
Nell'Autobiografia di uno yogi sono riferite varie apparizioni di Babaji, che sarebbero avvenute principalmente in occasione di alcuni Kumbha Mela, cioè di feste religiose collettive dei fedeli induisti: in uno di questi raduni ad Allahabad, Babaji si mostrò a Lahiri Mahasaya nell'atto di inginocchiarsi davanti a un modesto sadhu («rinunciante») poco illuminato, per lavargli i piedi ed evidenziare così l'importanza di un atteggiamento umile privo di giudizio. In un altro Kumbha Mela del 1894 apparve a Sri Yukteswar, affidandogli il compito di scrivere una trattazione sulle affinità tra cristianesimo e induismo. In seguito Babaji si palesò allo stesso Paramahansa Yogananda per manifestargli la propria protezione e benevolenza in vista della partenza imminente di costui per l'America nell'agosto 1920.
Più recentemente, secondo alcuni Babaji sarebbe riapparso nel 1970 in una grotta nel paese di Hairakhan, in India, senza vestiti e cosparso di cenere in āsana meditativa. In anni recenti, molte persone hanno asserito di averlo visto o di essere state in contatto con lui; il tutto testimoniato da fotografie del guru accanto ai devoti nell'ashram di Hairakhan. I devoti di questo guru, di nome Mahamuni Babaji, affermano che sia lo stesso Babaji descritto nel libro di Yogananda.
Questa identificazione è stata vista con una certa diffidenza dalla quasi totalità dei kriyaban appartenenti alle organizzazioni del Kriyā Yoga del lignaggio di Paramahansa Yogananda.
Il mantra che Babaji di Hairakhan consigliava di ripetere in ogni momento del giorno è "Om namah shivaya", che letteralmente significa "Om è il [Supremo] Nome di Shiva" ("mi inchino al signore Shiva"). Il messaggio che questo guru trasmetteva ad ogni devoto era questo: "Verità, Semplicità, Amore".

## Influenza culturale
Il ritratto del Mahavatar Babaji figura tra i personaggi della copertina di Sgt. Pepper's Lonely Hearts Club Band dei Beatles (1967), e in seguito su quella dell'album di George Harrison del 1974 intitolato Dark Horse.
Nell'album del gruppo pop-rock dei Supertramp Even in the Quietest Moments... pubblicato nel 1977, uno dei brani si intitola proprio "Babaji", tributo da parte del cantante e chitarrista del gruppo Roger Hodgson alla figura del cosiddetto "Yogi immortale".